# Liturgusa annulipes
Liturgusa annulipes es una especie de mantis de la familia Liturgusidae.

## Distribución geográfica
Se encuentra en Brasil, Costa Rica, Guayana Francesa y Venezuela.